# Eric Clapton-diszkográfia
Ez a szócikk Eric Clapton Grammy-díjas brit gitáros, énekes és zeneszerző albumainak, és egyéb kiadványainak diszkográfiája.

## Albumok

### Korai karrier (1960-as évek)

#### The Yardbirds(1963-1965)
- Five Live Yardbirds – 1964. december
- For Your Love – 1965. július
- Having a Rave Up – 1965. november
- Sonny Boy Williamson & The Yardbirds – 1966

#### John Mayall & the Bluesbreakers(1965-1966)
- Bluesbreakers with Eric Clapton – 1966. július

#### Cream(1966-1969; 2005-ben újjáalakultak)
- Fresh Cream – 1966. december 9.
- Disraeli Gears – 1967. november
- Wheels of Fire (duplalemez) – 1968. augusztus
- Goodbye – 1969. március
- Live Cream – 1970. június
- Live Cream Volume II. – 1972. július
- Heavy Cream – 1972. október 9.
- Strange Brew: The Very Best of Cream – 1983
- The Very Best of Cream – 1995. május 9.
- Those Were the Days – 1997. szeptember 23.
- 20th Century Masters – The Millennium Collection: The Best of Cream – 2000. február 29.
- BBC Sessions – 2003. március 25.
- Cream Gold – 2005. április 26.
- Royal Albert Hall, London, May, 2-3, 5-6, 2005 – 2005. október 4.

#### Blind Faith(1969)
- Blind Faith – 1969. július

#### Delaney, Bonnie & Friends(1969-1970)
- On Tour with Eric Clapton – 1970. június

#### Derek and the Dominos(1970-1971)
- Layla and Other Assorted Love Songs – 1970. december
- In Concert – 1973. január
- The Layla Sessions: 20th Anniversary Edition – 1990. szeptember
- Live at the Fillmore (Derek and the Dominos) – 1994. február 22.

### Szólókarrier (1970-es évektől)
- Eric Clapton – 1970. július
- 461 Ocean Boulevard – 1974. július
- There’s One in Every Crowd – 1975. március
- No Reason to Cry – 1976. augusztus
- Slowhand – 1977. november
- Backless – 1978. november
- Another Ticket – 1981. február
- Money and Cigarettes – 1983. február
- Behind the Sun – 1985. március
- August – 1986. november
- Journeyman – 1989. november
- From the Cradle – 1994. szeptember 13.
- Pilgrim – 1998. március 10.
- Reptile – 2001. március 13.
- Me and Mr. Johnson – 2004. március 23.
- Sessions for Robert J – 2004. december 7.
- Back Home – 2005. augusztus 30.
- Clapton – 2010. szeptember 28.[1]
- Old Sock – 2013. március 12.[2]
- The Breeze (An Appreciation of JJ Cale) – 2014. június 28.[3]
- I Still Do – 2016. május 20.
- Happy Xmas – 2018. október 12.[4]

#### Koncertalbumok
- Eric Clapton’s Rainbow Concert – 1973. szeptember
- E. C. Was Here – 1975. augusztus
- Just One Night – 1980. április
- 24 Nights – 1991. október 8.
- Unplugged – 1992. augusztus 18.
- One More Car, One More Rider – 2002. november 5.

#### Válogatások
- The History of Eric Clapton – 1972. március
- Eric Clapton at His Best – 1972. szeptember
- Clapton – 1973. január
- Time Pieces: Best of Eric Clapton – 1982. május
- Backtrackin' – 1984. május
- Too Much Monkey Business – 1984
- Time Pieces, Vol. 2: Live in the '70s – 1985
- The Cream of Eric Clapton – 1987. szeptember
- Crossroads – 1988. április
- The Cream of Clapton – 1995. március 7.
- Crossroads 2: Live in the Seventies – 1996. április 2.
- The Blues – 1999. július 27.
- Clapton Chronicles: The Best of Eric Clapton – 1999. október 12.

### Filmzenék, közreműködések más előadó albumain

#### George Harrisonnal(szerződései miatt többször nem jelölték)
- Wonderwall Music – 1968. november 1. (a Wonderwall című film zenéje)
- The Beatles (White Album) – 1968. november 22.
- All Things Must Pass – 1970. november 27.
- The Concert for Bangla Desh – 1971. december 20. (USA); 1972. január 7. (Nagy-Britannia)
- Dark Horse – 1974. december 20.
- The Best of George Harrison – 1976. november 19.
- George Harrison – 1979. február 14.
- Cloud Nine – 1987. november 2.
- Best of Dark Horse 1976-1989 – 1989. október 23.
- Live in Japan – 1992. július 13.
- Concert for George – 2003. november 17.
- The Dark Horse Years 1976-1992 – 2004. február 24.

#### Másokkal
- Frank Zappa: Lumpy Gravy – 1968. május
- The Plastic Ono Band: Live Peace in Toronto 1969 – 1969. december 12.
- Stephen Stills: Stephen Stills – 1970. november 16.
- Howlin' Wolf: London Howlin' Wolf Sessions – 1971
- Roger Waters: The Pros and Cons of Hitch Hiking – 1984. május
- Live at Montreux 1986 – 1986
- Elton John: The One – 1992. június 23.
- Sting: Ten Summoner’s Tales – 1993. március 9.
- TDF: Retail Therapy – 1997. március 11.
- Santana: Supernatural – 1999. június 15.
- B. B. King: Riding with the King – 2000. június 13.
- Bob Marley: Africa Unite: The Singles Collection – 2005. november 8.
- J. J. Cale: The Road to Escondido – 2006. november 7.[5]
- Steve Winwood: Live From Madison Square Garden – 2009. július 28.[6]
- Wynton Marsalis: Wynton Marsalis & Eric Clapton Play The Blues – 2011. szeptember 12.[7]

### Albumok együttesekkel, társelőadókkal

#### John Mayall's Bluesbreakers
- 1967 Raw Blues
- 1970 Back to the Roots
- 1977 Primal Solos
- 1980 Archives to the Eighties

#### The Yardbirds
- 1984 Shapes of Things (Box Set)
- 1986 Greatest Hits Volume 1

#### Filmzenék
- 1985 Edge of Darkness (filmzene)
- 1987 Lethal Weapon
- 1988 Homeboy
- 1989 Lethal Weapon 2
- 1992 Rush
- 1992 Lethal Weapon 3
- 1999 The Story of Us (filmzene)

#### Több előadóval
- 1966 What's Shakin'

#### Kislemezek
Zárójelben az album címe.
- 1969 Comin' Home (Delaney and Bonnie & Friends feat. Eric Clapton – On Tour with Eric Clapton)
- 1970 After Midnight (Eric Clapton)
- 1972 Layla (Derek and the Dominos – The History of Eric Clapton)
- 1974 I Shot the Sheriff (461 Ocean Boulevard)
- 1974 Willie and the Hand Jive (461 Ocean Boulevard)
- 1975 Swing Low, Sweet Chariot (There's One in Every Crowd)
- 1975 Knockin' on Heaven's Door (nem albumról)
- 1976 Hello Old Friend (No Reason to Cry)
- 1977 Lay Down Sally (Slowhand)
- 1978 Wonderful Tonight (Slowhand)
- 1978 Promises (Backless)
- 1979 Watch Out for Lucy (Backless)
- 1980 Tulsa Time (Just One Night)
- 1980 Cocaine (Just One Night)
- 1981 I Can't Stand It (Another Ticket)
- 1982 Layla (re-issue) (Derek and The Dominos – Time Pieces: The Best of Eric Clapton)
- 1983 I've Got a Rock N' Roll Heart (Money and Cigarettes)
- 1985 Forever Man (Behind the Sun)
- 1987 Behind the Mask (August)
- 1990 Bad Love (Journeyman)
- 1991 Wonderful Tonight (élő) (24 Nights)
- 1992 Layla (Unplugged)
- 1992 Tears in Heaven (Rush filmzene)
- 1992 Runaway Train (Elton Johnnal; Elton John – One)
- 1992 It's Probably Me (Stinggel; Sting – Ten Summoner's Tales)
- 1995 Love Can Build a Bridge (Cherrel, Chrissie Hynde-del és Neneh Cherryvel; nem albumról)
- 1996 Change the World (Phenomenon filmzene)
- 1998 My Father's Eyes (Pilgrim)
- 1998 Circus (Pilgrim)
- 2000 Forever Man (How Many Times) (Beatchuggers feat. Eric Clapton; nem albumról)

## DVD-k
- 1997 Unplugged 1997. május 21.
- 1998 The Cream of Eric Clapton 1998. április 29.
- 1999 24 Nights 1999. március 9.
- 1999 Clapton Chronicles: The Best of Eric Clapton 1999. október 12.
- 1999 Eric Clapton & Friends in Concert: A Benefit for the Crossroads Centre at Antigua 1999. október 26.
- 2001 Live in Hyde Park 2001. június 16.
- 2002 Concert for George 2002. október 3.
- 2002 One More Car, One More Rider 2002. november 5.
- 2003 Eric Clapton & Friends Live 1986 2003
- 2004 Crossroads Guitar Festival 2004. november 29.
- 2004 Sessions for Robert J 2004. december 4.
- 2005 Legends Live at Montreux, 1997 2005
- 2005 Cream Reunion Royal Albert Hall, London, May, 2-3, 5-6, 2005 2005. október 4.
- 2006 Eric Clapton: Live at Montreux, 1986 2006. szeptember 19.
- 2007 Crossroads Guitar Festival 2007. november 20.
- 2009 Live from Madison Square Garden (with Steve Winwood) 2009. május 19.
- 2010 Crossroads Guitar Festival 2010. november 12.